# Carnaval d'Arlon

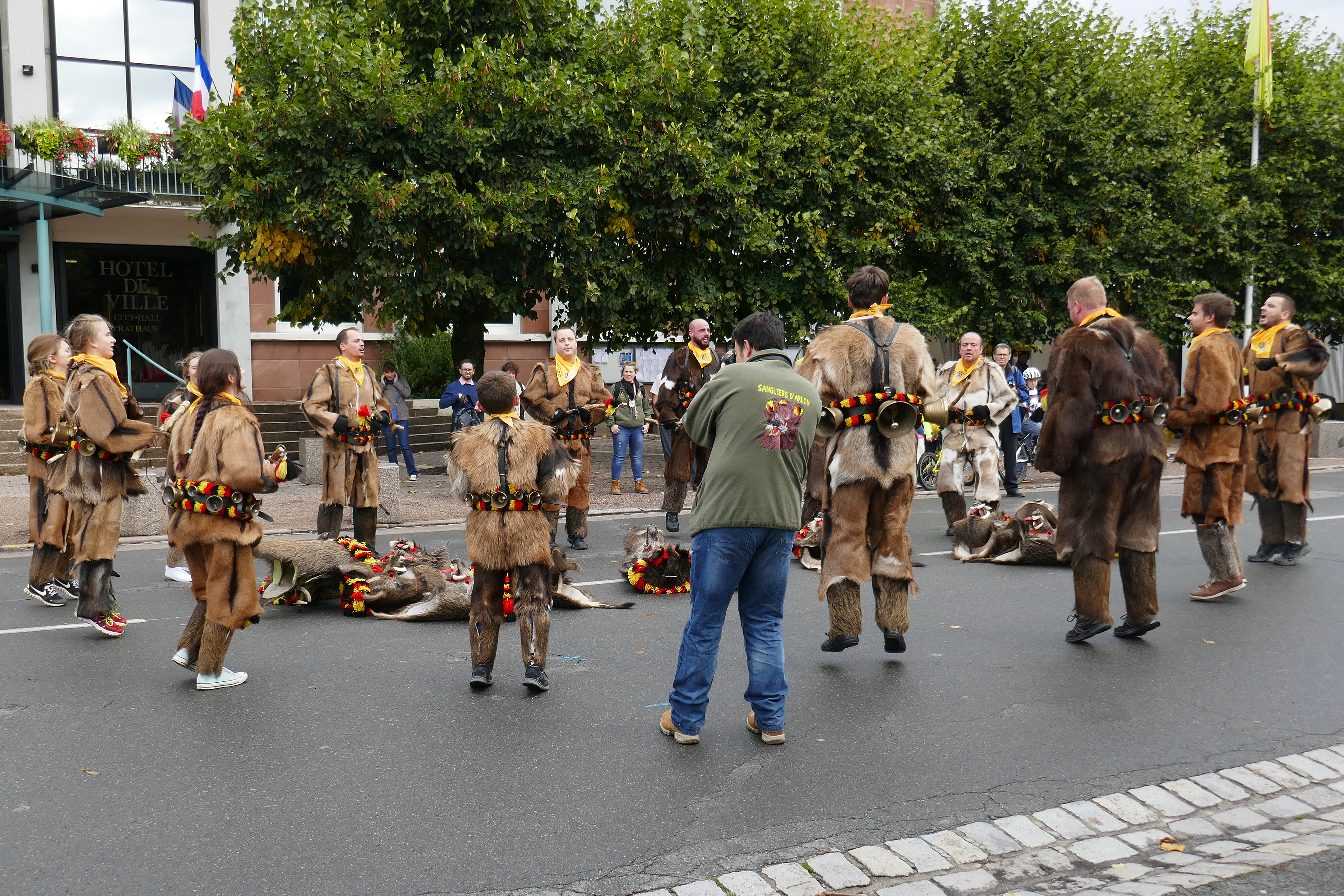
« Les sangliers d'Arlon », l'un des groupes folkloriques de la région.

Le carnaval d'Arlon est un carnaval ayant lieu dans la ville belge d'Arlon, dans la province de Luxembourg, traditionnellement vers le mois de mars. 
Il s'agit de l'une des grandes manifestations de la ville, avec les Fêtes du Maitrank.

## Personnages
Les deux géants d'Arlon, Lisa et Jempi, défilent en costume traditionnel du Hellechtsmann.